# پرث، تاسمانی
پرث (به انگلیسی: Perth) یک شهرک در استرالیا است که در نورثرن میدلندز کاونسیل واقع شده‌ است.